# Wegkreuz (Oberthulba; Waldstraße)

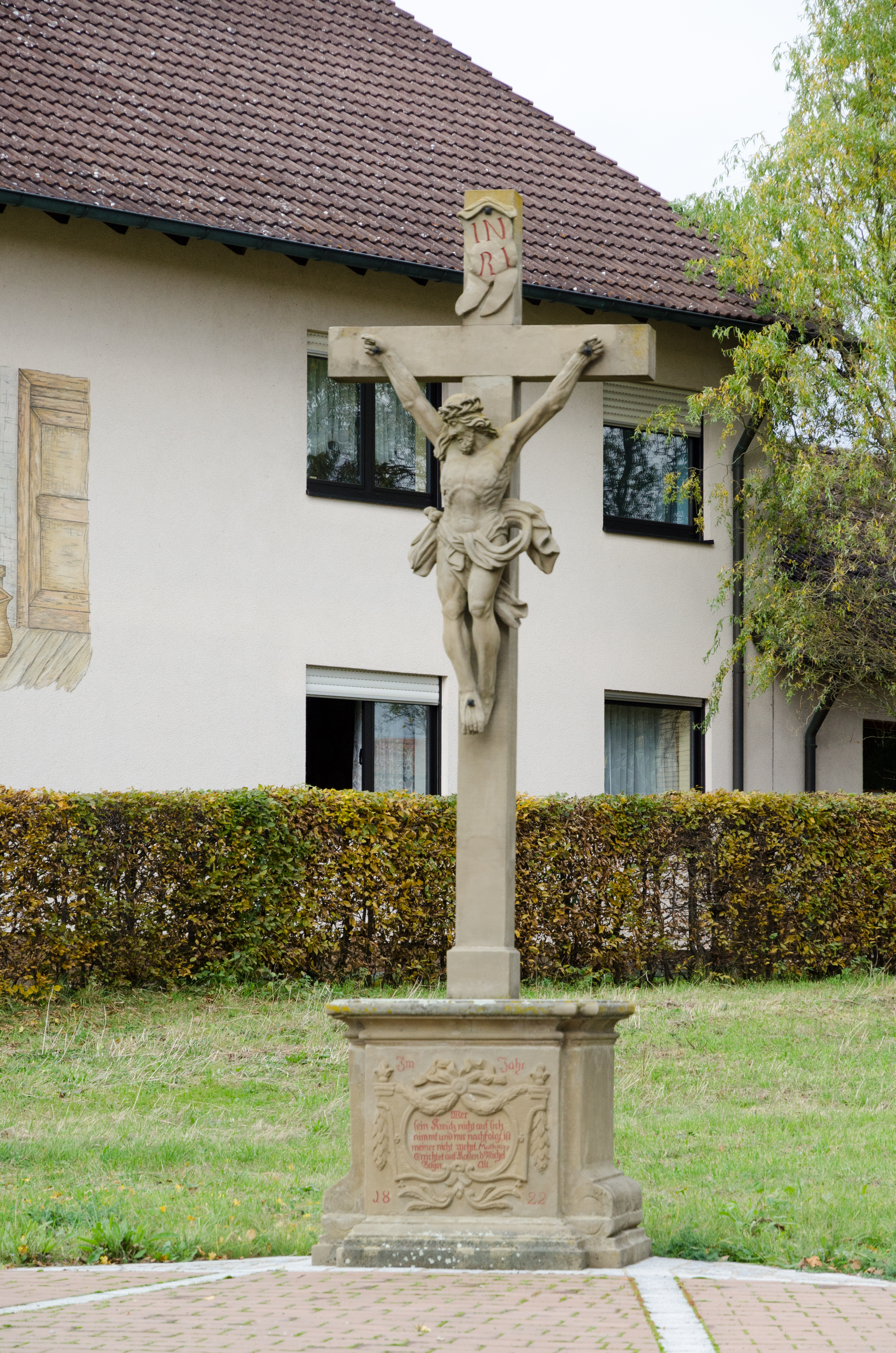
Wegkreuz in Oberthulba, in der Waldstraße

Das Wegkreuz Waldstraße befindet sich im Markt Oberthulba im unterfränkischen Landkreis Bad Kissingen in der Waldstraße am Ortsausgang Richtung Hassenbach.
Das Wegkreuz gehört zu den Baudenkmälern von Oberthulba und ist unter der Nummer D-6-72-139-9 in der Bayerischen Denkmalliste registriert.

## Beschreibung
Das 305 cm hohe Wegkreuz besteht aus gelbem Sandstein und entstand im Jahr 1822.
Das Wegkreuz enthält eine INRI-Inschrift und einen Korpus. Der Stammfuß ist mit einem Glockenstab verziert. Der Sockel hat die Abmessungen 75 cm × 75 cm × 71 cm und enthält eine ovale, mit Girlanden und Schleifen geschmückte Inschriftenblende. Die Inschrift lautet:

„Im Jahr 1822

Wer Sein Kreutz Nicht Auf Sich

Nimmt Und Mir Nachfolgt Ist

Meiner Nicht Wehrt. Math Errichtet Auf Kosten D. Michel Bayer, Alt.“